# Randselva

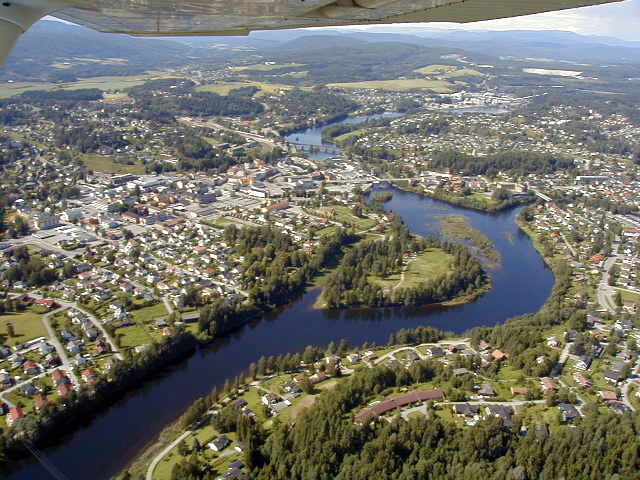
Sammanflöde av Randselva och Ådalselva, omedelbart nedanför Hønefossen

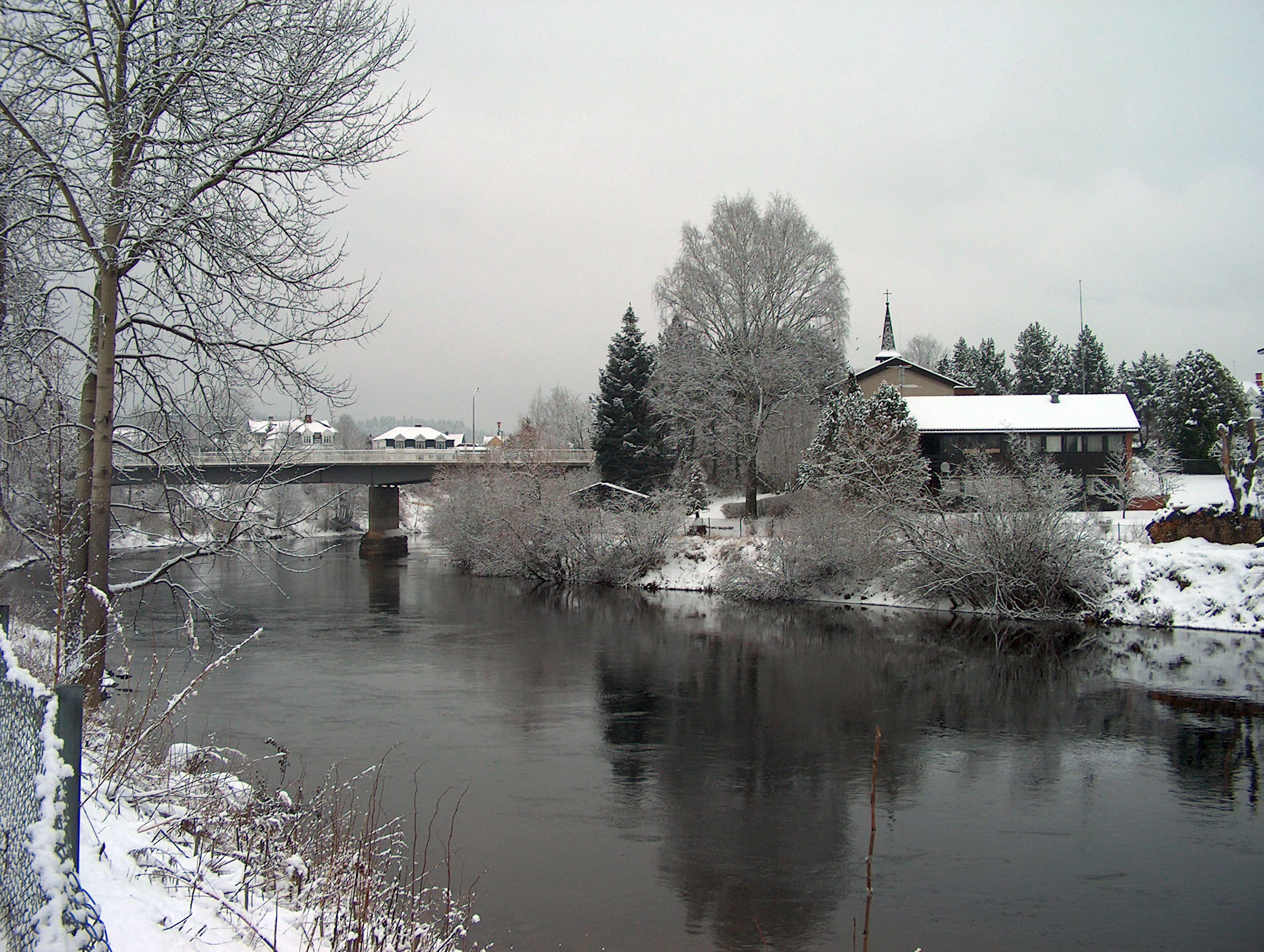
Randselva vid Vesterntangen i Hønefoss, nära sammanflödet av Randselva och Ådalselva

Randselva är en älv i Norge. Den börjar i södra ändan av sjön Randsfjorden, vid Nesbakken i Jevnaker i Akershus fylke och rinner via Kistefoss, Viul och Hvalsmoen ned till Hønefoss i Ringerike kommun.
Randselva sammanflödar med Ådalselva (en delsträckning av Begnaelva) omedelbart nedanför Hønefossen i Hønefoss och bildar där Storelva, vilken rinner till Tyrifjorden och är en del av Drammenselva. Uppströms platsen där Storelva bildas finns vid Randselva de tre naturreservaten Hovsenga naturreservat, Rankedal naturreservat och Viulkastet naturreservat.
Randselva korsas av Europaväg 16 med Randselva bru och av Roa–Hønefosslinjen, vilken till 1989 var en del av Bergensbanen.
Kraftverk har byggts i Bergerfoss (3,3 MW), Kistefoss (I och II, tillsammans 5,4 MW), Askerudfoss (13,2 MW) och Viulfoss (10 MW).
Vid Kistefossen byggdes Kistefos Træsliberi, vilket numera är arbetslivsmuseet Kistefos-Museet. Vid museet har anlagts Kistefos-Museets skulpturpark, vilket numera ligger på ömse sidor av Randselva. De förbinds sedan 2019 av den kombinerade bron och byggnaden The Twist, som ritats av danska Bjarke Ingels Group.

## Vattenflöde
Medelvattenflödet i Randselva är 58,55 m³/s. Det största registrerade flödet mättes i maj 1910 och var som störst 488 m³/s den 25 maj. Flödet 1967 kulminerade med en topp på 408 m³/s den 5 juni.